# Нова Лодина
Нова́ Лодина (до 1946 року — Лодина Нова) — село в Україні, у Новояричівській селищній громаді Львівського району Львівської області. До 2020 року села Великосілки, Малі Нагірці, Нова Лодина та Соколів підпорядковувалися Великосілківській сільській раді, нині орган місцевого самоврядування — Новояричівська селищна рада. Населення за переписом 2001 року становило 81 особа.

## Географія
Село Нова Лодина розташоване за 41 км від міста Львова — одночасно обласного та районного центру та 23 км від адміністративного центру сільської громади. За 17 км знаходиться найближча залізнична станція Колодно. На північному сході межує з селом Ямне, на півдні — з селом Горпин, на південному заході — з селом Малі Нагірці та на сході — з селом Стрептів. Вздовж західної межі села тече річка Горпинка.
Вулиці
У Новій Лодині лише одна вулиця — Степана Бандери.

## Населення
У 1927 році у селі мешкало 407 осіб, з них: 216 українців, 180 латинників та 9 євреїв, у 1932 році — 413 осіб, з них: 214 українців, 183 латинників та 16 євреїв. Станом на початок 1939 року населення ставило 470 осіб, з них: 270 українців, 10 поляків, 175 латинників та 15 євреїв. За даними всеукраїнського перепису населення 2001 року в селі Нова Лодина мешкала 81 особа.
Мова
Розподіл населення за рідною мовою за даними перепису 2001 року був наступним:
| українська | 81 | 100,00 |

## Історія
1 січня 1925 року з села Малі Нагірці Кам'янко-Струмилівського повіту вилучено присілок Лодина Нова та утворено самоврядну одиницю.

## Пам'ятки, визначні місця

### Церква Успіння Пресвятої Богородиці
Попередня дерев'яна церква у цьому селі була сильно пошкоджена під час першої світової війни і по її закінченню збудовано тимчасову каплицю. У 1927 році постала існуюча сьогодні церква, але в шематизмах за 1927 та 1932 роки пишуть, що церква Святого Йосафата незакінчена.
Невелика (розміри 14 м. х 8 м.) хрестова у плані церква стоїть ліворуч єдиної у селі вулиці. Маленьке подвір'я огороджене дерев'яним парканом. Церква розвернута навпаки: головний вхід розташований зі сходу, там, де мав би бути вівтар. До нього з півдня прибудована ризниця. Тут немає традиційного піддашшя і присінку, прибудованого до бабинця. Стіни до фронтонів дахів вертикально шальовані фарбованими дошками, інші стіни покриті фарбованим гонтом. Високий світловий восьмерик завершує баня з ліхтарем і маківкою. Іконостас з XIX століття подарований церкві мешканцями села Дмитрів (нині Шептицького району, Львівської області).
У радянський час церква, очевидно, була зачинена. Зовнішні ремонтні роботи проведено у 2000-х роках. Нині церква перебуває у користуванні місцевої релігійної громади Львівсько-Сокальської єпархії ПЦУ парафії Успіння Пресвятої Богородиці.